# Maria Doyle-Cuche

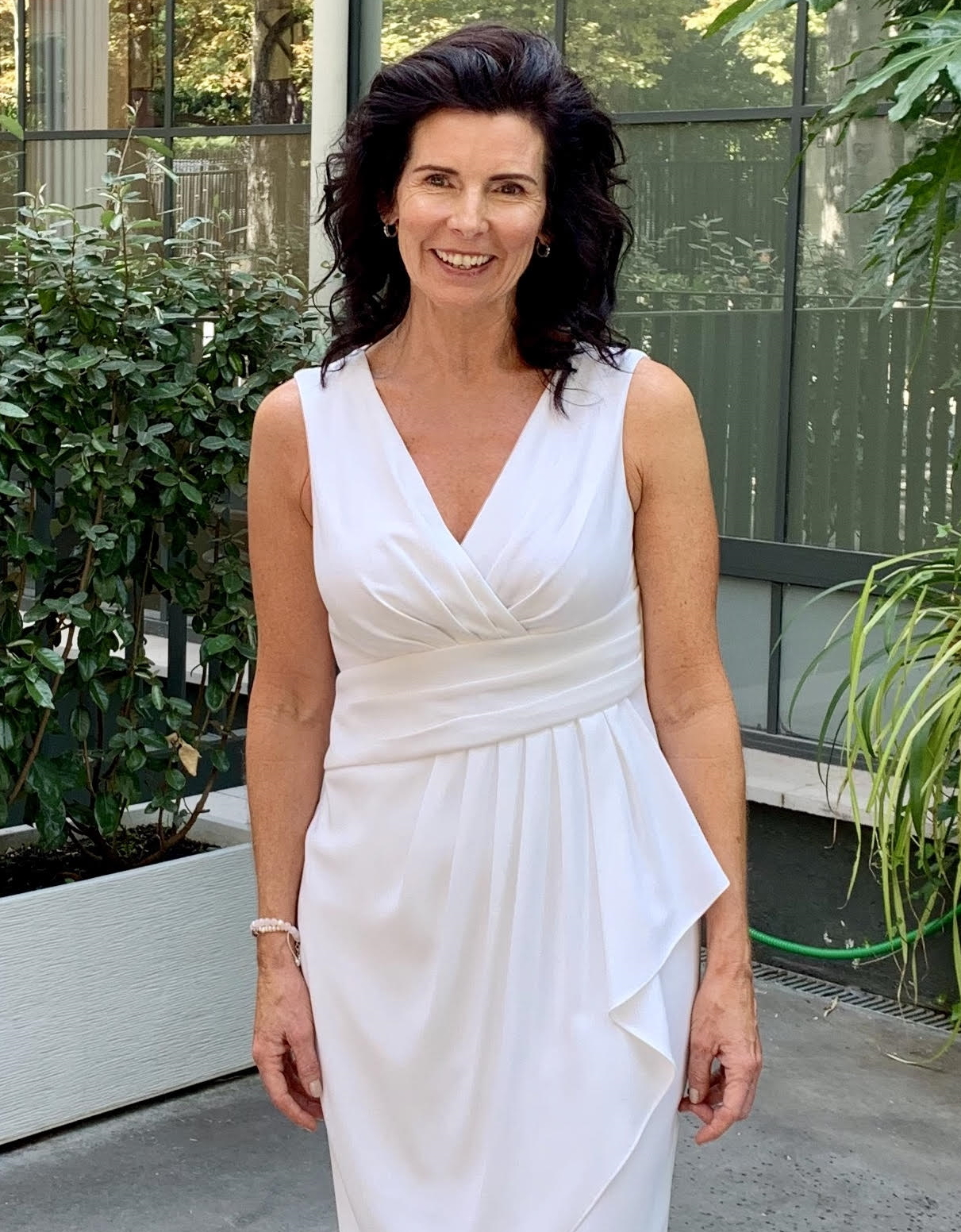
Maria Christian (2019)

Maria Doyle-Cuche (* 1965 in Dundalk) ist eine irische Sängerin. Sie ist zu 95 Prozent sehbehindert.

## Leben und Wirken
Sie nahm unter dem Namen Maria Christian für Irland am Eurovision Song Contest 1985 in Göteborg teil und erreichte mit der Ballade Wait until the Weekend Comes den sechsten Platz. In jenem Jahr erschien noch die Single Star von ihr, dann zog sie sich vom Musikgeschäft zurück. Sie heiratete und zog nach Frankreich, wo sie sieben Kinder zur Welt brachte.
2016 nahm sie an der irischen Version von The Voice teil. 2018 erschien ihre Autobiografie On ne voit bien qu'avec le coeur („Man sieht nur mit dem Herzen gut“).
2020 nahm sie an der französischen Version der Gesangsshow „The Voice“ teil und schaffte es dort bis ins Halbfinale.